# Nepheronia avatar
Nepheronia avatar is een vlindersoort uit de familie van de Pieridae (witjes), onderfamilie Pierinae.
Nepheronia avatar werd in 1858 beschreven door Moore.